# Bioheizöl
Heizöl EL A Bio oder Bioheizöl ist schwefelarmes Heizöl mit einer Biokomponente, die mindestens 3 Volumenprozent beträgt. Als Biokomponente wird in der Regel ein Fettsäuremethylester (FAME; Fatty Acid Methyl Ester) verwendet, der aus Raps-, Soja- oder Sonnenblumenöl und Methanol hergestellt wird.
Die Produktbezeichnung gibt an, wie hoch der Bioanteil ist. Bei einer Zumischung von 3 bis 5,9 Prozent spricht man von „Heizöl EL A Bio 5“ (das A steht für „alternativ“) oder auch „Bio 5“ bzw. „B5“.

## Verfügbarkeit
Bioheizöl ist derzeit nur in einigen Regionen Deutschlands verfügbar.

## Geräteeignung
Nach Angaben der Geräteindustrie ist ein Bioheizöl mit bis zu 10,9 % Bioanteil, das der DIN SPEC 51603-6 entspricht, in neuen und bestehenden Ölheizungen einsetzbar. Dabei können ab einem biogenen Anteil von mehr als 5,9 % ggf. besondere Maßnahmen an einer Ölanlage erforderlich sein.